# Breno Lopes
Breno Henrique Vasconcelos Lopes (Belo Horizonte, 24 de janeiro de 1996) é um futebolista brasileiro que atua como atacante. Joga pelo Fortaleza.

## Carreira
Nascido em Belo Horizonte, Minas Gerais, Breno ingressou nas categorias de base do Cruzeiro aos 11 anos, mas foi dispensado quatro anos depois. Depois, passou ainda pelas categorias de bases de São José-RS e Cerâmica, incluindo a do Joinville, onde estreou profissionalmente.

### Joinville
Breno fez sua estreia pela equipe do Joinville dia 6 de março de 2016, entrando no segundo tempo substituindo Welinton Júnior, na vitória por 2 a 1 do Campeonato Catarinense contra o Guarani de Palhoça. Em junho, depois de poucas oportunidades, foi emprestado ao Juventus de Jaraguá para a Série B do Catarinense, e marcou seu primeiro gol em sua estréia pelo clube em 24 de julho, no empate de 1-1 contra o Porto-SC.
Ao retornar, em janeiro de 2017, Breno passou a jogar mais no Joinville. Em dezembro de 2018, após o rebaixamento do clube à Série D, ele entrou com uma ação judicial contra o clube por falta de pagamento e, posteriormente, rescindiu o contrato.

### Juventude
No dia 22 de janeiro de 2019, o Breno foi contratado pelo Juventude para a disputa da  Série C, com o Joinville obtendo ainda 50% de seus direitos econômicos. Dia 4 de outubro, depois de ter ajudado o clube a subir para a Série B, foi emprestado ao Figueirense até ao final da Série B. Depois, também foi emprestado ao Athletico Paranaense para Campeonato Paranaense de 2020 .
Em 29 de abril de 2020, Breno deixou o Furacão após o fim de seu empréstimo. e voltou ao Juventude, onde impressionou durante a Série B de 2020, onde era vice-artilheiro competição com 9 gols, até ser contratado pelo Palmeiras.

### Palmeiras
Em 10 de novembro de 2020, o Juventude anunciou a transferência de Breno para o Palmeiras. Ele fez sua estreia cinco dias depois, substituindo Willian na vitória por 2-0 em casa, sobre o Fluminense. Após 16 partidas, marcou seu primeiro gol com a camisa palmeirense no empate em 1-1 contra o Vasco, pela Série A 2020, em 26 de janeiro de 2021. Uma semana depois, no dia 30 de janeiro, Breno Lopes teve uns dos momentos mais importantes de sua carreira. Foi do jogador o gol do título da Libertadores 2020, com Breno balançando as redes e garantindo a vitória por 1–0 sobre o Santos na final realizada no Maracanã. O atacante marcou novamente com a camisa do Verdão no dia 14 de fevereiro, na goleada por 3–0 sobre o Fortaleza, no Allianz Parque, pela 36ª rodada da Série A 2020; na ocasião, foi de Breno Lopes o terceiro gol do jogo.
Já na temporada 2021, marcou na 1ª rodada do Paulistão, diante do São Caetano no Allianz Parque, sendo o responsável pelo segundo gol numa goleada por 3-0. Marcou um golaço contra o seu clube anterior, o Juventude, na vitória por 3–0 no dia 16 de junho. Breno Lopes foi às redes novamente no dia 31 de outubro de 2021, numa vitória por 3–1 sobre o Grêmio. Nesta partida realizada em Porto Alegre, válida pela 29ª rodada do Campeonato Brasileiro, o atacante marcou o último gol.
Pela temporada de 2023, em janeiro, ao atuar contra o Botafogo-SP, pelo Campeonato Paulista, Breno Lopes chegou a cem jogos pelo Palmeiras. Em setembro, marcou o único gol da vitória por 1–0 sobre o Goiás, pelo Campeonato Brasileiro. Na comemoração, o jogador fez gestos obscenos em direção à torcida. Dias depois, Breno foi à sede da Mancha Alviverde, torcida organizada do Palmeiras, para se desculpar pelo ocorrido.

### Fortaleza
Em abril de 2024, Breno Lopes foi emprestado ao Fortaleza até o final da temporada, quando termina seu contrato com o Palmeiras. Em outubro do mesmo ano, teve seu contrato estendido até dezembro de 2028.

## Estatísticas
Atualizados até dia 11 de março de 2023[carece de fontes?]
| Clube                       | Temporada         | Campeonato nacional | Campeonato nacional | Copa nacional[a] | Copa nacional[a] | Competições continentais[b] | Competições continentais[b] | Outros torneios[c] | Outros torneios[c] | Total | Total |
| Clube                       | Temporada         | Jogos               | Gols                | Jogos            | Gols             | Jogos                       | Gols                        | Jogos              | Gols               | Jogos | Gols  |
| --------------------------- | ----------------- | ------------------- | ------------------- | ---------------- | ---------------- | --------------------------- | --------------------------- | ------------------ | ------------------ | ----- | ----- |
| Joinville                   | 2016              | –                   | –                   | –                | –                | –                           | –                           | 4                  | 0                  | 4     | 0     |
| Joinville                   | 2017              | 9                   | 1                   | 5                | 1                | –                           | –                           | 13                 | 1                  | 28    | 3     |
| Joinville                   | 2018              | 16                  | 2                   | 1                | 0                | –                           | –                           | 10                 | 1                  | 27    | 3     |
| Joinville                   | Total             | 25                  | 3                   | 6                | 1                | –                           | –                           | 27                 | 2                  | 59    | 6     |
| Juventus Jaraguá (emp.)     | 2016              | –                   | –                   | –                | –                | –                           | –                           | 7                  | 1                  | 7     | 1     |
| Juventus Jaraguá (emp.)     | Total             | –                   | –                   | –                | –                | –                           | –                           | 7                  | 1                  | 7     | 1     |
| Juventude                   | 2019              | 17                  | 4                   | 8                | 1                | –                           | –                           | 11                 | 1                  | 36    | 6     |
| Juventude                   | 2020              | 19                  | 9                   | 4                | 0                | –                           | –                           | 3                  | 2                  | 26    | 17    |
| Juventude                   | Total             | 36                  | 13                  | 12               | 1                | –                           | –                           | 14                 | 3                  | 62    | 17    |
| Figueirense (emp.)          | 2019              | 12                  | 2                   | –                | –                | –                           | –                           | –                  | –                  | 12    | 2     |
| Figueirense (emp.)          | Total             | 12                  | 2                   | –                | –                | –                           | –                           | –                  | –                  | 12    | 2     |
| Athletico Paranaense (emp.) | 2020              | –                   | –                   | –                | –                | –                           | –                           | 5                  | 1                  | 5     | 1     |
| Athletico Paranaense (emp.) | Total             | –                   | –                   | –                | –                | –                           | –                           | 5                  | 1                  | 5     | 1     |
| Palmeiras                   | 2020              | 18                  | 2                   |                  |                  | 5                           | 1                           |                    |                    | 23    | 3     |
| Palmeiras                   | 2021              | 22                  | 7                   | 1                | 0                | 3                           | 0                           | 7                  | 1                  | 33    | 8     |
| Palmeiras                   | 2022              | 23                  | 1                   | 4                | 1                | 6                           | 2                           | 12                 | 1                  | 44    | 5     |
| Palmeiras                   | 2023              | 0                   | 0                   | 1                | 0                | 0                           | 0                           | 12                 | 2                  | 13    | 2     |
| Palmeiras                   | Total             | 63                  | 10                  | 6                | 1                | 14                          | 3                           | 30                 | 4                  | 113   | 18    |
| Total na carreira           | Total na carreira | 136                 | 28                  | 24               | 3                | 14                          | 3                           | 84                 | 11                 | 257   | 44    |

- a. ^ Jogos da Copa do Brasil
- b. ^ Jogos da Copa Libertadores da América e Copa Sul-Americana
- c. ^ Jogos de Campeonato Estadual, Recopa Sul-Americana, Mundial de Clubes e Supercopa do Brasil

## Títulos
Athletico Paranaense
- Campeonato Paranaense: 2020[carece de fontes?]

Palmeiras
- Copa Libertadores da América: 2020 e 2021[carece de fontes?]
- Recopa Sul-Americana: 2022[carece de fontes?]
- Campeonato Paulista: 2022, 2023[24] e 2024[carece de fontes?]
- Campeonato Brasileiro: 2022 e 2023[carece de fontes?]
- Supercopa do Brasil: 2023[25]

### Prêmios individuais
- Melhor Jogador da Final da Copa Libertadores de 2020[26]